# Semiton
Un semiton este unul din intervalele de bază ale unei scări sonore.

## Descriere
Intervalele unei scări sonore sunt alcătuite dintr-un număr întreg de tonuri și/sau semitonuri.
Într-o scară sonoră egal temperată există un singur ton și un singur semiton. În alte scări sonore pot exista două tonuri (mare și mic) și două sau mai multe semitonuri.
| Nume    | Nume     | Intonația naturală | Sistemul Pitagora | Scara sonoră temperată mezotonic cu "1/4 coma" | Scara sonoră egal temperată |
| ------- | -------- | ------------------ | ----------------- | ---------------------------------------------- | --------------------------- |
| Ton     | Ton      | 203.9 si 182.4     | 203.9             | 193.3                                          | 200                         |
| Semiton | diatonic | 111.7              | 90.2              | 117.2                                          | 100                         |
| Semiton | cromatic | 92.1 si 70.7       | 113.7             | 76                                             | 100                         |